# Richard Cassels

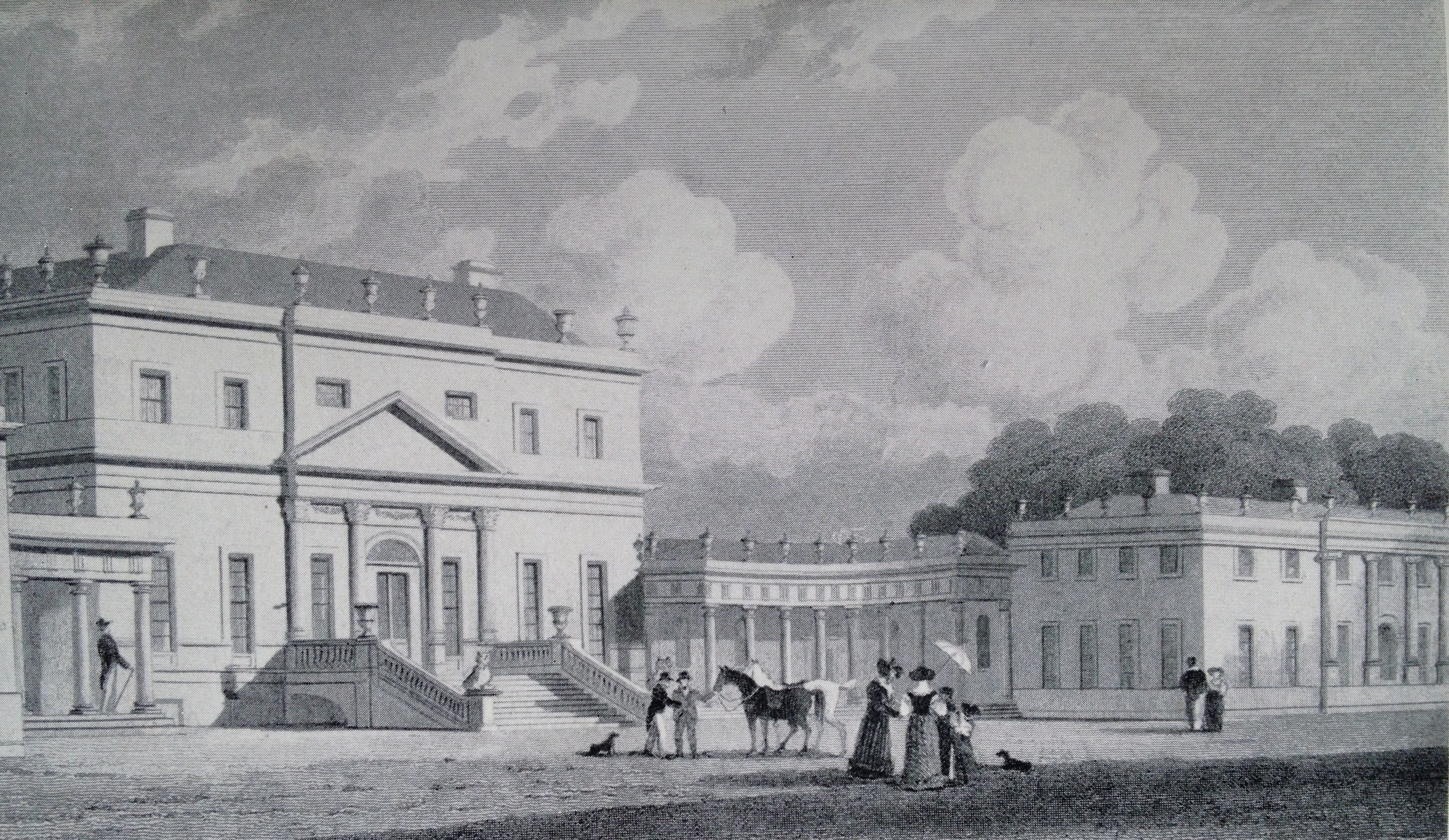
Russborough House, Irlande.

Richard Cassels (1690-1751), qui anglicisa son nom en Richard Castle est avec Edward Lovett Pearce l’un des plus grands architectes ayant travaillé en Irlande au cours du XVIIe siècle. Cassels est né en 1690 à Cassel en Allemagne (actuellement Kassel). Bien qu’allemand, sa famille est originaire de France, descendant de la famille franco-néerlandaise 'Du Ry', connue pour ses nombreux architectes. Un cousin, Louis Simon du Ry, conçu le Château Wilhelmshöhe à Cassel.

## Les débuts
Richard Cassels, qui étudia précédemment l’ingénierie, arriva en Irlande en 1728 sur injonction de Sir Gustavus Hume du Comté de Fermanagh pour lui construire une demeure sur les rives du Lough Erne. Cassels établit un cabinet d’architecture prospère à Dublin. À cette époque, Dublin était en pleine effervescence architecturale. Edward Lovett Pearce aussi récemment installé dans la capitale travaillait simultanément sur la demeure de Castletown pour l’orateur William Connolly et les Chambres du Parlement Irlandais. Ces deux édifices étaient conçus d’après le style au succès grandissant à l’époque, le Palladianisme. Cassels était très versé dans les concepts de Palladio et Vitruve, mais était aussi sympathisant du style baroque.

## Travaux remarquables
- Trinity College, Printing House
- Carton House (1739)
- Russborough House (1742)
- Summerhill
- Powerscourt House (1741)
- Tyrone House (1740)
- Leinster House (1745)
- Rotunda Hospital (1757)